# Attagenus pustulatus
Attagenus pustulatus là một loài bọ cánh cứng trong họ Dermestidae. Loài này được Thunberg miêu tả khoa học năm 1815.